# ريكي إيفانز
ريكي إيفانز (بالإنجليزية: Ricky Evans)‏ هو لاعب اتحاد الرغبي بريطاني، ولد في 23 يونيو 1960 في Aberporth ‏ في المملكة المتحدة.